# 21395 Albertofilho
21395 Albertofilho è un asteroide della fascia principale. Scoperto nel 1998, presenta un'orbita caratterizzata da un semiasse maggiore pari a 2,2238650 UA e da un'eccentricità di 0,1311014, inclinata di 6,06794° rispetto all'eclittica.